# رجل أباد
رجل‌ أباد هي قرية في مقاطعة سراب، إيران. عدد سكان هذه القرية هو 109 في سنة 2006.